# Heinz Verbnjak
Heinz Verbnjak (* 1. Januar 1973 in Admont) ist ein österreichischer Skibergsteiger und Radsportler.

## Werdegang

### Skibergsteigen
Seit der Aufstellung durch die ASKIMO gehört er dem Österreichischen Nationalkader im Wettkampf-Skibergsteigen an. Verbnjak erzielte mehrere Siege bei nationalen Wettbewerben, wurde 2007 Sieger beim Hochwurzen-Berglauf und mit Martin Echtler Vierter beim Sellaronda Skimarathon. 2008 wurde er Erster bei der Knappen-Königs-Trophy in Bischofshofen und beim Champ Or Cramp. 2006 und 2009 gewann er den Ötzi-Alpin-Marathon.

### Radsport
Neben seiner Karriere als Skibergsteiger ist Verbnjak auch als Mountainbiker aktiv. Er startet für das Team KTM-Mountainbiker.at. Bei der Salzkammergut-Trophy 2008 fuhr er auf den dritten Platz. Seit 2012 ist er neben dem aktiven Sport auch als Trainer aktiv.